# Uroš Slokar
Uroš Slokar (prononcé ˈurɔʃ ˈslokar) ; né le 14 mai 1983 à Ljubljana, République socialiste de Slovénie, en ex-Yougoslavie, est un joueur slovène de basket-ball évoluant aux postes d'ailier fort et de pivot.

## Carrière
Après deux saisons en championnat slovène, Uroš Slokar rejoint la LegA en 2003, au Benneton Treviso et à Udine. Il est sélectionné lors de la draft 2005 par les Toronto Raptors au 58e rang. Il dispute la saison 2006-2007 participant à 20 matchs.
Le 16 août 2007, Slokar signe un contrat d'un an avec le Triumph Lyubertsy, anciennement Dynamo région de Moscou. Après une saison en Russie, il retourne en Italie, au Fortitudo Bologne. Pour la saison 2009-2010, il revient dans son pays d'origine, à l'Union Olimpija. En fin de saison, il effectue une pige au Mens Sana Basket.
En octobre 2013, il rejoint l'ALBA Berlin pour un contrat court (6 semaines) et en décembre 2013, il signe avec l'Estudiantes Madrid (contrat de deux mois),. Il est prolongé jusqu'à la fin de la saison, puis signe un nouveau contrat court en octobre 2014 pour pallier l'absence sur blessure de Stefan Birčević. Ce contrat est prolongé jusqu'à la fin de la saison en janvier 2015.

### Équipe nationale
Uroš Slokar participe avec la sélection slovène au championnat d'Europe des 18 ans et moins 2000, au championnat d'Europe des 20 ans et moins 2002, au championnat d'Europe 2005, 2007 et 2009, ainsi qu'au championnat du monde 2006 et championnat du monde 2010.

## Palmarès
- Vainqueur de la coupe d'Italie : 2004, 2010
- Champion d'Italie : 2006, 2010